# Casiba
Casiba, indijansko pleme nepoznatog podrijetla, poznato tek po jednom izvještaju iz 1691., gdje se spominju kao susjedi Hasinai Indijanaca iz istočnog Teksasa. Mjesto lokacije, gdje su obitavali, sugeriralo bi da se ne radi o istom plemenu koje se prema La Salleovoj ekspediciji nazivalo Cassia, a bilo je u savezu s Kadohadachima.